# اتفاقية مونترو بشأن إلغاء الامتيازات في مصر
اتفاقية مونترو بشأن إلغاء الامتيازات في مصر هي اتفاقية دولية تم إبرامها في 8 ايار 1937 وأدت إلى إلغاء النظام القانوني الذي يتجاوز الحدود الإقليمية للأجانب في مصر، والمعروف باسم الامتيازات. تم التوقيع عليها من قبل حكومات مصر والولايات المتحدة الأمريكية وبلجيكا والمملكة المتحدة والدنمارك وإسبانيا (الجانب الجمهوري في الحرب الأهلية ) وفرنسا واليونان وإيطاليا وإيطاليا وإثيوبيا والنروج وهولندا والبرتغال والسويد. دخلت حيز التنفيذ في 15 تشرين الأول 1937، وتم تسجيلها في سلسلة معاهدات عصبة الأمم في نفس اليوم. 

## الخلفية
تم إدخال نظام الامتيازات إلى مصر في القرن التاسع عشر نتيجة للضغوط التي مارستها القوى الأجنبية على الدولة العثمانية وحكام وشعب المصري. بعد الحرب العالمية الأولى كانت موجة القومية في صعود في مصر، ووضعت الحكومة، بدعم من حزب الوفد المنشأ حديثًا، مطالب متزايدة أمام الحكومة البريطانية، التي كانت تسيطر على مصر، لإلغاء نظام الامتيازات. ووضع الأجانب تحت النظام القانوني المصري المحلي. ونتيجة لذلك، تم إلغاء العديد من المحاكم القنصلية الأجنبية في 1920-1921، في حين تم وضع مواطنيها تحت الولاية القضائية القنصلية البريطانية. ولم يلب ذلك مطالب الحكومة المصرية بشأن الإلغاء التام للامتيازات.
سنحت فرصة جديدة بعد إبرام المعاهدة الإنجليزية المصرية عام 1936، عندما بدأت المفاوضات لتسوية إلغاء الامتيازات في مصر. وهو ما أدى إلى إبرام الاتفاقية.

## الشروط
نصت الاتفاقية على الإلغاء التام للامتيازات ووضع الأجانب في مصر تحت النظام القانوني المصري. وكان الموعد المحدد لإلغاء المحاكم القنصلية هو 15 تشرين الأول 1949، بعد فترة انتقالية مدتها 12 عاما.

## أنظر أيضا
- تنازلات الدولة العثمانية
- المحاكم المختلطة في مصر

## روابط خارجية
- نص الاتفاقية
- يونان لبيب رزق، الطريق إلى مونترو، الأهرام ويكلي ، العدد 676 (5 - 11 فبراير 2004)
- يونان لبيب رزق، "نهاية الحجز الثالث" الأهرام ويكلي ، العدد 764 (13 - 19 أكتوبر 2005)